# Dar El Hamra
Dar El Hamra (franska: Dar El Hamra (CR), Dar El Hamra (Commune Rurale), arabiska: أهل سيدي لحسن) är en kommun i Marocko.   Den ligger i provinsen Sefrou och regionen Fès-Meknès, i den nordöstra delen av landet, 230 km öster om huvudstaden Rabat. Antalet invånare är 4 022.